# 1967 au Québec
Cet article traite des événements survenus en 1967 au Québec. 

## Événements

### Janvier
- 15 janvier : de retour à Montréal, les felquistes Charles Gagnon et Pierre Vallières comparaissent sous une douzaine de chefs d'accusation allant d'attentats à la bombe au meurtre en passant par les attaques à main armée[1].
- 27 janvier : dépôt de la loi 21 créant les Collèges d'Enseignement Général et Professionnel (les Cégeps)[2].

### Février
- 10 février : devant la menace de grève générale dans les écoles, le gouvernement Johnson dépose la loi 25, lui donnant le droit de l'interdire là où il jugerait les droits de l'enfant menacés. La CEQ se dit "outrée" de se voir nier le droit à des négociations collectives[3].

Logo

- 10 février et 12 février : les championnats d'Amérique du Nord de patinage artistique 1967 ont lieu à Montréal[4].
- 11 au 19 février 1967 dans la Ville de Québec: Jeux du Canada d'hiver de 1967, compétitions de sports d'hiver qui ont opposé les provinces et les territoires du Canada. Les Jeux du Canada ont été présentés pour la première fois en 1967[5].
- 17 février : grève générale de 24 heures des enseignants du Québec à la suite de l'adoption de la loi 25[6].
- 20 février : la CEQ recommande finalement à ses membres de rentrer au travail et d'accepter les offres patronales[7].

### Mars
- 6 mars : Pierre Péladeau fonde à Québec le quotidien Journal de Québec, frère jumeau du Journal de Montréal. Il commence à paraître le jour même où disparait L'Événement, un journal centenaire de la Vieille-Capitale[8].
- 11 mars : inauguration du tunnel Louis-Hippolyte-Lafontaine[9].
- 16 mars : le budget Dozois annonce la création d'un programme québécois d'allocations familiales; les dépenses pour l'année en cours se chiffrent à 3 milliards de dollars[10].

### Avril
- 4 avril : Pierre Trudeau devient ministre de la Justice à Ottawa[11].
- 25 avril - L'échangeur Turcot est inauguré à Montréal[12].
- 27 avril : Lester B. Pearson, Daniel Johnson et Jean Drapeau inaugurent l'Expo 67. Le lendemain, lors de sa première journée complète, Expo 67 reçoit 250 000 visiteurs au lieu des 119 000 prévus[13].

### Mai
- 9 mai : première visite du paquebot France à Québec[14].
- 13 mai : le ministère des Affaires intergouvernementales est créé. Le premier ministre Daniel Johnson en est le premier titulaire[15].
- 17 au 19 mai : lors de sa visite en France, Daniel Johnson est accueilli comme un véritable chef d'État. De retour à Québec, le premier ministre déclare avoir jeté les bases d'une étroite collaboration entre les deux États[16].
- Mai : Dr Lise Fortier ouvre, à Montréal, la première clinique de planification familiale et d'avortement en milieu hospitalier francophone québécois (à l'Hôpital Notre-Dame de Montréal)[17].

### Juin
- 15 juin : Daniel Johnson annonce la construction d'une cité parlementaire à Québec. Des immeubles au coût de 30 millions de dollars seront érigés autour du Parlement dont le Complexe G qui comptera 30 étages[18].

### Juillet

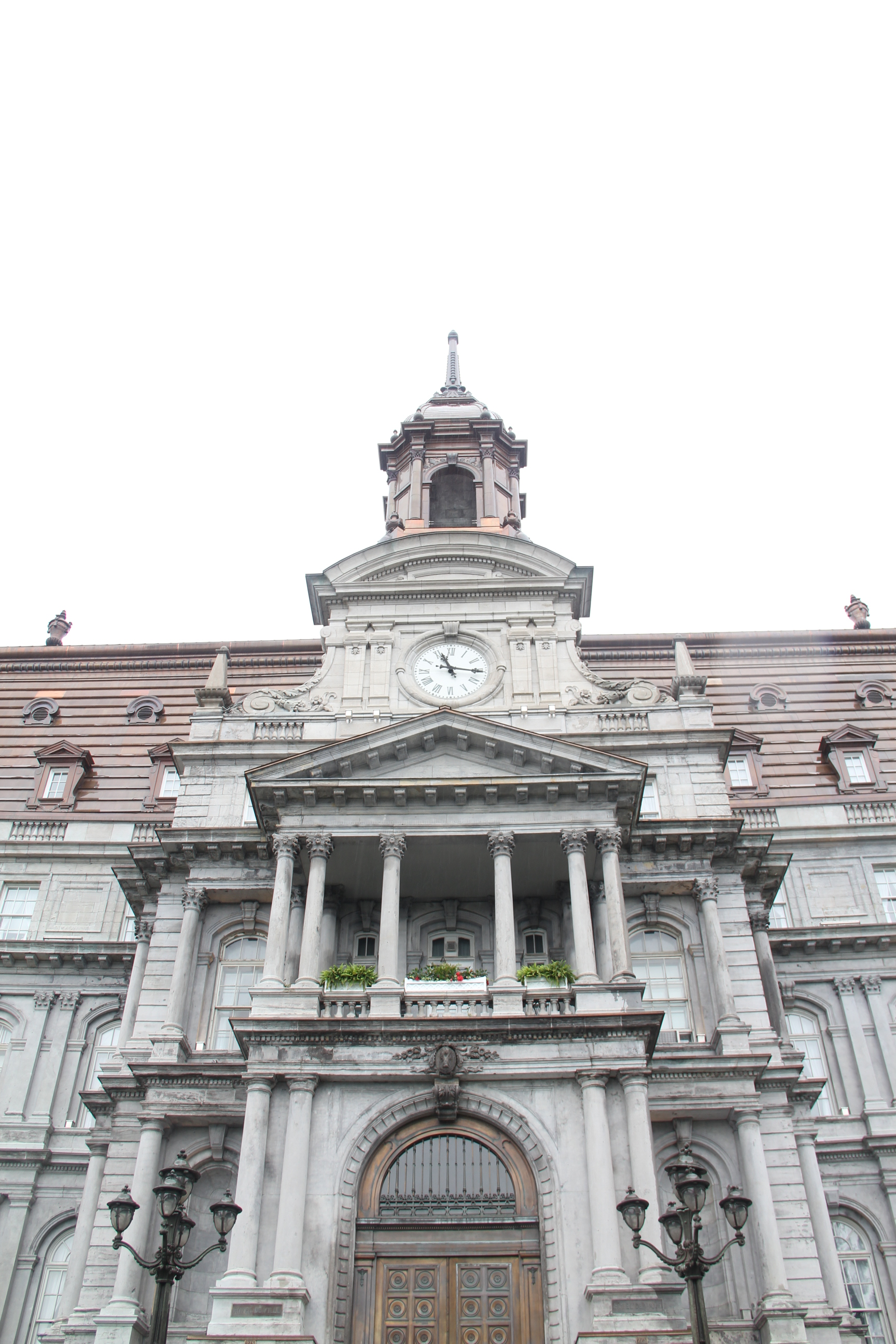
Balcon de l'Hôtel de Ville de Montréal où le général de Gaulle prononça son discours.

- 1er juillet : 2 000 personnes manifestent à Montréal contre le rôle joué par le Canada dans la guerre du Viêt Nam[19].
- 6 juillet : 
  - Paul Desmarais annonce l'achat de La Presse[20].
  - Le sénateur Robert Kennedy visite Expo 67[21].
- 23 juillet : le général de Gaulle débarque du croiseur Colbert à Québec. Il est acclamé par 5 000 personnes devant l'Hôtel de Ville. Après avoir écouté une messe à Sainte-Anne-de-Beaupré, il soûpe avec des dignitaires au Château Frontenac et déclare assister "à l'avènement d'un peuple qui, dans tous les domaines, veut disposer de lui-même"[22].
- 24 juillet : Daniel Johnson et le général de Gaulle empruntent le Chemin du Roy reliant Québec à Montréal et s'arrêtent dans différents villages le long du fleuve Saint-Laurent. À Montréal, le président français est reçu à l'Hôtel de ville par le maire Jean Drapeau. Il s'adresse à la foule du haut du balcon et termine son discours par: "Vive le Québec libre !". C'est le délire dans la foule mais la consternation à Ottawa et dans tout le Canada anglais[22].
- 25 juillet : pendant que de Gaulle visite Expo 67, Pearson qualifie sa phrase d'"ingérence inacceptable"[23].
- 26 juillet : de Gaulle annonce qu'il n'ira pas à Ottawa[23].
- 28 juillet : le député libéral François Aquin démissionne de son caucus après que celui-ci a blâmé Daniel Johnson, qui a laissé le général tenir des "propos séparatistes"[24].

### Août
- 3 août : François Aquin devient le premier député indépendantiste à l'Assemblée législative, où il déclare: "Vive le Québec libre!"[25]
- 12 août :
  - La session est prorogée[26].
  - Première du film Entre la mer et l'eau douce, dont le scénario s'inspire de la vie de Claude Gauthier, vedette principale de ce long métrage[27].
  - Selon un sondage CROP, près de 60 % des Québécois ne font pas de reproches à De Gaulle de s'être mêlé d'affaires internes, 50 % croient qu'Ottawa a réagi trop durement mais seulement 20 % se prononcent pour l'indépendance (Le Devoir, 12 août 1967)[28].
- 25 août : la commission Castonguay recommande de façon unanime l'instauration au Québec d'un régime d'assurance-maladie complet, public et obligatoire[29].

### Septembre
- 9 septembre : Robert Stanfield devient le nouveau chef du Parti conservateur du Canada[30].
- 18 septembre : lors d'une conférence de presse, René Lévesque annonce qu'il préconise désormais la souveraineté politique du Québec doublée d'une association économique avec le reste du Canada. Il va tenter de faire adopter ce programme lors du congrès libéral d'octobre prochain[31].
- 19 septembre : La voleuse de banque la plus connue Monica Proietti surnommée Monica la mitraille est abattue par la police à la suite d'un cambriolage de banque en poursuite policière[32].
- 27 septembre : la Société d'habitation du Québec est créée[33].

### Octobre
- 14 octobre : le congrès libéral adopte par 1500 voix contre 7 la thèse du statut particulier de Paul Gérin-Lajoie contre celle de souveraineté-association de René Lévesque. Celui-ci quitte le parti et annonce qu'il siègera désormais comme indépendant. Jean Lesage déclare que son départ rend le PLQ  "plus fort que jamais"[34].
- 20 octobre : la deuxième session de la 28e législature ne dure qu'une journée, le temps d'adopter une loi spéciale devant mettre fin à la grève du transport en commun à Montréal[35].
- 29 octobre : Expo 67, qui a accueilli 50 millions de visiteurs, prend fin[36].

### Novembre
- 3 novembre : Jacques Parizeau, conseiller économique du gouvernement, déclare que la prétendue fuite de capitaux consécutive à la prise de position de René Lévesque est un phénomène exagéré que ne prouve aucun indice sérieux[37].
- 9 novembre : Mgr Paul-Émile Léger quitte son poste d'évêque de Montréal et annonce son départ pour l'Afrique où il agira comme prêtre missionnaire[38].
- 19 novembre : René Lévesque fonde le Mouvement Souveraineté-association lors d'une réunion de deux jours à laquelle participent 400 personnes dans un monastère des Dominicains à Outremont[39].

### Décembre
- 5 décembre : publication du premier volume du rapport final de la commission Laurendeau-Dunton: il y est recommandé que l'anglais et le français deviennent les langues officielles du Canada et qu'une véritable égalité linguistique doit être instituée pour atténuer la crise majeure linguistique du pays[40].
- 9 décembre : François Aquin annonce son adhésion au mouvement de René Lévesque[41].
- 20 décembre : inauguration du pont Laviolette, reliant Trois-Rivières à la rive sud du Saint-Laurent[42].

## Naissances
- Denis Ferland (journaliste) († 3 novembre 2023)
- François St-Louis (homme d'affaires et homme politique)
- 4 janvier - Marina Orsini (actrice)
- 10 janvier - Raymond Côté (homme politique)
- 11 janvier - Ronnie Stern (en) (joueur de hockey)
- 22 janvier - Didier Lucien (acteur)
- 29 janvier - Martine Chevrier (chanteuse)
- 1er février - Marie-Chantal Perron (actrice)
- 10 février - Dominique Vien (femme politique)
- 20 février - Pierre Rivard (acteur)
- 12 mars - Ricardo Larrivée (animateur de cuisine)
- 14 avril - Alain Côté (hockey sur glace, 1967) (joueur de hockey ayant évolué, notamment avec les Bruins de Boston)
- 15 juin - Chantal Cadieux (romancière, dramaturge et scénariste)
- 25 juin -  François Lambert, entrepreneur canadien.
- 27 juin - Sylvie Fréchette (athlète)
- 12 juillet - Bruny Surin (athlète)
- 19 juillet - Jean-François Mercier (acteur, humoriste et scénariste)
- 1er août - Daniel Vincelette (joueur de hockey)
- 6 août - Julie Snyder (animatrice)
- 1er septembre - David Whissell (homme politique)
- 3 septembre - Joane Labelle (chanteuse)
- 8 septembre - Sophie Prégent (actrice)
- 19 septembre - Stéphane Crête (acteur)
- 1er octobre - Agnès Grondin (biologiste et femme politique)
- 3 octobre - Denis Villeneuve (réalisateur et scénariste)
- 5 octobre - Jean-René Dufort (animateur)
- 20 octobre
  - Luck Mervil (chanteur)
  - Patrick Senécal (écrivain et réalisateur)
- 8 novembre - François Bonnardel (homme d'affaires et homme politique)
- 18 novembre - Jocelyn Lemieux (joueur de hockey)
- 17 décembre - Vincent Damphousse (joueur de hockey)
- 22 décembre - Stéphane Gendron (animateur et homme politique)

## Décès
- 17 janvier - Justine Lacoste-Beaubien (gestionnaire et philanthrope) (º 1er octobre 1877)
- 5 mars - Georges Vanier (gouverneur général du Canada) (º 23 avril 1888)
- 14 avril - Antoine Bernard (personnalité religieuse) (º 14 avril 1890)
- 20 avril - Léo-Paul Desrosiers (écrivain) (º 11 avril 1896)
- 22 avril - Camille Pouliot (homme politique) (º 29 novembre 1897)
- 23 mai - Lionel Groulx (personnalité religieuse et historien) (º 13 janvier 1878)
- 26 mai - Joseph-Enoïl Michaud (homme politique) (º 26 septembre 1888)
- 20 juin - Adrien Hébert (peintre) (º 12 avril 1890)
- 26 juin - Robert Charbonneau (écrivain) (º 3 février 1911)
- 11 juillet - Guy Favreau (homme politique) (º 20 mai 1917)
- 2 août - Adrien Arcand (militant d'extrême-droite des années 1930) (º 3 octobre 1899)
- 15 août - Pierre Baillargeon (journaliste) (º 10 septembre 1916)
- 31 août - Arthur Maheux (personnalité religieuse)  (º 22 juin 1884)
- 19 septembre - Monica Proietti dite Monica la mitraille (criminelle) (º 25 février 1940)
- 21 septembre - Médard Bourgault (sculpteur) (º 8 juin 1897)
- 30 décembre - Vincent Massey (ancien gouverneur général du Canada) (º 20 février 1887)

### Articles généraux
- Chronologie de l'histoire du Québec (1960 à 1981)
- L'année 1967 dans le monde
- 1967 au Canada

### Articles sur l'année 1967 au Québec
- Exposition universelle de 1967
- Vive le Québec libre!
- Mouvement Souveraineté-Association